# Лучкіни
Лу́чкіни (рос. Лучкины) — присілок у складі Афанасьєвського району Кіровської області, Росія. Входить до складу Ічетовкінського сільського поселення.
Населення становить 59 осіб (2010, 70 у 2002).
Національний склад станом на 2002 рік — росіяни 97 %.